# Kim Olsen (Fußballspieler)
Kim Olsen (* 11. Februar 1979) ist ein ehemaliger dänischer Fußballspieler. Der Stürmer spielte im Laufe seiner Karriere in seinem Heimatland, England und Schweden.

## Werdegang

### Karriere Beginn in Dänemark und Englandaufenthalt
Olsen begann mit dem Fußballspielen bei Ikast KFUM. Über Ikast FS und Holstebro BK kam er 2002 zum FC Midtjylland. Am 28. Juli des Jahres debütierte er unter Trainer Troels Bech für den Klub in der erstklassigen Superliga, als er bei der 0:2-Auswärtsniederlage gegen Odense BK für Mogens Laursen eingewechselt wurde. Obwohl er in den folgenden anderthalb Jahren nur unregelmäßig zum Einsatz kam und lediglich in zwei Spielen in der Startelf stand, interessierten sich ausländische Klubs für eine Verpflichtung. Im Januar 2004 weilte er bei Fortuna Düsseldorf zum Probetraining. Kurze Zeit später schloss er sich dem englischen Drittligisten Sheffield Wednesday an. In der Football League One lief Olsen unter Trainer Chris Turner in zehn Spielen auf, konnte sich jedoch nicht durchsetzen und belegte mit der Mannschaft den 16. Tabellenrang. In der folgenden Spielzeit kam er anfangs nicht zum Einsatz und, nachdem der im September neu verpflichtete Trainer Paul Sturrock verkündete, ohne ihn zu planen, entschied er sich zum Vereinswechsel.
Olsen kehrte nach Dänemark zurück und lief ab März 2005 für Silkeborg IF auf. Bis zum Saisonende etablierte er sich als regelmäßiger Torschütze in der Stammformation des Klubs, den er mit elf Toren in 15 Ligaspielen zum Klassenerhalt schoss. Während der Sommerpause im Juli 2005 verletzte er sich am Kreuzband. Anschließend fiel er nahezu die gesamte Spielzeit 2005/06 aus, kehrte aber als erfolgreicher Torschütze Ende April 2006 auf den Sportplatz zurück und erzielte in den abschließenden fünf Saisonspielen drei Tore. In der anschließenden Saison agierte er unglücklich und verlor, da er lediglich vier Saisontore  erzielte, seinen Stammplatz im Angriff. Am Saisonende musste er mit der Mannschaft um Simon Nagel, Steven Lustü und Jens Berthel Askou als Tabellenletzter den Abstieg hinnehmen. Dennoch verlängerte er im Sommer 2007 seinen Vertrag bis 2010.

### Wechsel nach Schweden und Rückkehr nach Dänemark
Ende Juni 2008 wechselte Olsen auf Leihbasis bis zum Jahresende zum schwedischen Klub Örebro SK in die Allsvenskan. In 15 Spielen für den Klub erzielte er acht Tore und platzierte sich mit sieben Ligatoren vor Robin Staaf an der Spitze der vereinsinternen Torschützenliste. Nach der erfolgreichen Halbserie wechselte er endgültig zum Klub aus Närke und unterschrieb im November einen Drei-Jahres-Kontrakt. In der Spielzeit 2009 setzte er sich mit acht Saisontoren vor Roni Porokara und Fredrik Nordback erneut als bester vereinsinterner Torschütze durch und führte den Klub auf den sechsten Tabellenplatz.
Auch in der ersten Hälfte der Spielzeit 2010 gehörte Olsen bei ÖSK zu den Stammkräften und half, den Klub im oberen Tabellendrittel zu etablieren. Aus familiären Gründen verließ er jedoch im Sommer den Klub und kehrte nach Dänemark zurück, wo er sich dem Zweitligisten Vejle BK anschloss. Auch nach dem Zusammenschluss des Vereins mit Kolding FC zum Vejle Boldklub Kolding blieb er dem Klub treu. Nach anhaltenden Problemen mit seiner Hüfte verkündete er im Frühjahr 2012 sein Karriereende.